# Irasema Dilián
Eva Irasema Warschalowska (Río de Janeiro, 27 de mayo de 1924-Ceprano, Italia, 16 de abril de 1996), más conocida como Irasema Dilián, fue una actriz brasileña nacionalizada italiana. Trabajó en el cine de Italia, España y México, donde destacan sus participaciones en películas durante la Época de Oro del cine mexicano.

## Biografía

### Carrera en Italia

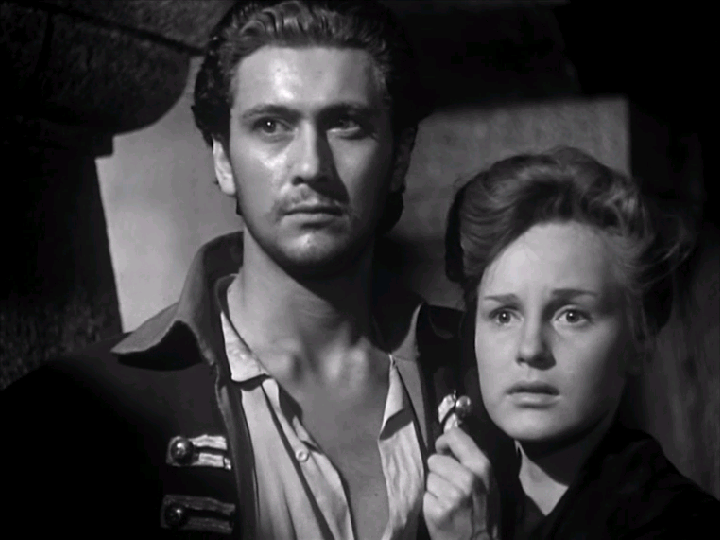
Dilián y Cesare Danova en La figlia del capitano (1947).

Irasema Dilián, cuyo verdadero nombre era Eva Irasema Warschalowska, nació en Río de Janeiro, Brasil, hija de padres polacos. Debido al trabajo de su padre, diplomático de la embajada de Polonia en Brasil, pasó su infancia en diversas partes del mundo, y es en Italia donde llamó la atención de productores cinematográficos. 
Debutó en el cine en la película del director Vittorio De Sica Maddalena zero in condotta (1940). Forjó una carrera en el cine italiano que le permitió trabajar para De Sica, Riccardo Freda y Mario Soldati, y junto a actores como Alida Valli, Rossano Brazzi y Anna Magnani. Entre 1945 y 1950, compaginó su trabajo entre el cine italiano y el cine español, en donde filmó cuatro cintas.

### Carrera en México
Su debut oficial en el cine mexicano fue con la película Muchachas de uniforme (1951), de Alfredo B. Crevenna junto a Marga López y Rosaura Revueltas. Le seguiría el melodrama psicológico Paraíso robado (1951) de Julio Bracho, junto a Arturo de Córdova, Ramón Gay y María Douglas. Gracias a esta cinta la nominaron al Premio Ariel a Mejor Actriz. 
Después de Paraíso robado, Irasema filmó Angélica (1953), melodrama de cabaret con Carlos Navarro, La cobarde (1953), de Julio Bracho, junto a Navarro, Ernesto Alonso y Andrea Palma; Las infieles (1953), de Alejandro Galindo, con Armando Calvo, Rita Macedo y Rebeca Iturbide; Abismos de pasión (1954), adaptación literaria de Luis Buñuel, junto a Alonso, Jorge Mistral y Lilia Prado; Historia de un abrigo de mink (1955), cinta coprotagonizada Columba Domínguez, María Elena Marqués y Silvia Pinal; y Pablo y Carolina (1957), la última cinta que filmó en México, una comedia romántica de Mauricio de la Serna junto a Pedro Infante. 
Irasema poco después viajó a Cuba y a España, en donde protagonizó coproducciones mexicanas antes de su retiro de la actuación y regreso a Italia.

### Vida personal
En 1950, se casó con el productor y escritor cinematográfico italiano Arduino "Dino" Maiuri y juntos viajan a México, en donde Dilián logra su consagración como actriz. Fue madre de la actriz Coralla Maiuri.

## Muerte
Dillán vivió sus últimos años alejada de los reflectores, en Ceprano, Italia, en donde falleció víctima de un infarto el 16 de abril de 1996.

## Reconocimientos

### Premios Ariel
| Año  | Categoría    | Película       | Resultado |
| ---- | ------------ | -------------- | --------- |
| 1952 | Mejor Actriz | Paraíso robado | Nominada  |

## Filmografía

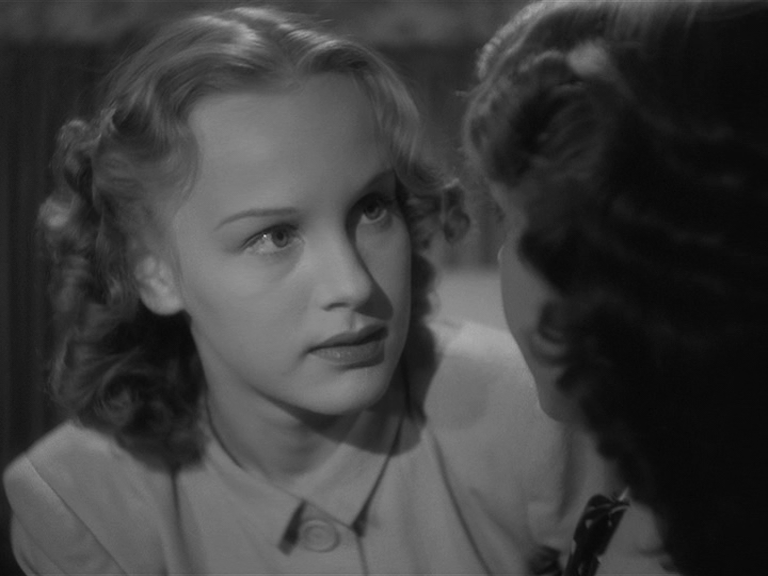
Irasema Dilián en Violette nei capelli (1941).

| Año  | Película                      | Rol                        | Notas                                       |
| ---- | ----------------------------- | -------------------------- | ------------------------------------------- |
| 1958 | La muralla                    | Cecilia                    |                                             |
| 1957 | La estrella del rey           | Sabina                     |                                             |
| 1957 | Y si ella volviera            | Sonia González             |                                             |
| 1957 | Pablo y Carolina              | Carolina Sirol             | Última película de Dilián rodada en México  |
| 1955 | Primavera en el corazón       | Graciela                   |                                             |
| 1955 | Historia de un abrigo de mink | Camina                     |                                             |
| 1954 | Dos mundos y un amor          | Silvia                     |                                             |
| 1954 | La desconocida                | Adriana Ferri              |                                             |
| 1954 | Abismos de pasión             | Catalina                   | Adaptación de la novela Cumbres borrascosas |
| 1953 | Un minuto de bondad           | Juana Izaguire             |                                             |
| 1953 | Las infieles                  | Beatriz Valdés             |                                             |
| 1953 | Fruto prohibido               | Minú                       |                                             |
| 1953 | La cobarde                    | Mara                       |                                             |
| 1952 | La mujer que tú quieres       |                            |                                             |
| 1952 | Angélica                      | Angélica                   |                                             |
| 1952 | Paraíso robado                | Marcela                    |                                             |
| 1951 | Muchachas de uniforme         | Manuela Medina             | Debut de Dilián en el cine mexicano         |
| 1950 | Né de père inconnu            | Rose Dormoy                |                                             |
| 1950 | Donne senza nome              | Janka Novotska             |                                             |
| 1950 | 39 cartas de amor             | Julieta                    |                                             |
| 1949 | Il vedovo allegro             | Peggy                      |                                             |
| 1947 | Il corriere del re            | Mathilde                   | Adaptación de la novela Rojo y negro        |
| 1947 | La figlia del capitano        | Mascia Mironov             |                                             |
| 1946 | Aquila nera                   | Mascia Petrovic            |                                             |
| 1946 | Cuando llegue la noche        | Magda Layón/María Cristina |                                             |
| 1946 | Un drama nuevo                | Alicia                     |                                             |
| 1945 | Cero en conducta              | Magdalena                  |                                             |
| 1943 | Fuga a due voci               | Maria Santelli             |                                             |
| 1942 | Malombra                      | Edith                      |                                             |
| 1942 | I sette pecatti               | Clara Mazzoni              |                                             |
| 1942 | La principessa del sogno      | Elisabetta                 |                                             |
| 1942 | Violette nei capelli          | Olivia                     |                                             |
| 1941 | Ore 9 lezione di chimica      | Maria Rovani               |                                             |
| 1941 | Teresa Venerdi                | Lilli Passalacqua          |                                             |
| 1940 | Maddalena, zero in condotta   | Eva                        |                                             |
| 1940 | Ecco la felicità              |                            |                                             |